# A Private War
A Private War é um filme biográfico de drama de 2018 dirigido por Matthew Heineman. Estrelado por Rosamund Pike que interpreta a jornalista Marie Colvin, é baseado no artigo "Marie Colvin's Private War", escrito pela autora Marie Brenner para a Vanity Fair. O filme foi escrito por Arash Amel e conta com a participação de Jamie Dornan, Tom Hollander e Stanley Tucci.
A estreia de mundial de A Private War ocorreu no Festival Internacional de Cinema de Toronto de 2018. Nos Estados Unidos, seu lançamento ocorreu em 2 de novembro de 2018. A obra recebeu críticas positivas, envoltas de elogios à atuação de Pike. Como reconhecimento, foi nomeado aos Prémios Globo de Ouro de 2019 nas categorias de Melhor Atriz em Filme Dramático (Pike) e Melhor Canção Original ("Requiem for A Private War").

## Elenco
- Rosamund Pike como Marie Colvin
- Jamie Dornan como Paul Conroy
- Stanley Tucci como Tony Shaw
- Tom Hollander como Sean Ryan, editor correspondente do The Sunday Times
- Corey Johnson como Norm Coburn, fotógrafo
- Faye Marsay como Kate Richardsona
- Nikki Amuka-Bird como Rita Williams, amiga de Marie

## Produção e lançamento
O filme foi produzido na Jordânia e em Londres, filmado pelo diretor de fotografia Robert Richardson. O filme conta com uma canção original de Annie Lennox, "Requiem for A Private War".
Em fevereiro de 2018, a empresa Aviron Pictures adquiriu os direitos de distribuição do filme. Estreado mundialmente no Festival Internacional de Cinema de Toronto de 2018, também foi exibido no Festival de Cinema de Londres e no Festival de Cinema de Woodstock. Em 2 de novembro de 2018, foi exibido em lançamento limitado nos Estados Unidos; em 16 de novembro, foi impulsionado. A Private War está agendado para lançamento no Reino Unido e na Irlanda na data de 1 de fevereiro de 2019.

## Recepção crítica
No Metacritic, o filme cota com uma nota de 75 de 100 pontos, baseada em 28 críticas que indicam aclamação positiva. No agregador de avaliações Rotten Tomatoes, o filme tem aprovação de 89% com base em 89 avaliações, e uma avaliação média de 7,3/10. Segundo o consenso crítico do portal, "A Private War honra seu tema da vida real com uma apreciação sóbria dos sacrifícios exigidos dos jornalistas nas linhas de frente; é, ainda, o melhor trabalho da carreira de Rosamund Pike."
Joe Morgenstern, do The Wall Street Journal, escreveu: "A razão mais convincente para assistir a A Private War é a performance impressionante de Rosamund Pike como Marie Colvin, a correspondente de guerra americana que morrem em um bombardeio enquanto cobria, em 2012, o cerco de Homs pelo governo sírio." Peter Debruge, da publicação Variety escreveu: "A Private War consegue ser simultaneamente alarmada com a crise humanitária que descreve, e honesto com a emoção do ponto de vista de alguém que teve dificuldades em reajusta sua vida em Londres entre tais tarefas." Leah Greenblatt, da revista Entertainment Weekly, escreveu: "No momento em que a narrativa chega ao pico de Colvin — ela foi, essencialmente, a primeira jornalista ocidental a entrar em Homs e refutar a mentira descarada do presidente sírio, Bashar al-Assad, de que não estava bombardeando seu próprio povo — o preço desse sacrifício e o poder de sua história tornam-se, finalmente, reais. Quaisquer sejam suas batalhas pessoais, War trabalha duro para ter o público que seu trabalho merece."